# Петровское (деревня, Наро-Фоминский район)
Петровское — деревня в Наро-Фоминском районе Московской области, входит в состав сельского поселения Веселёвское. Население — 3 чел. (2010). До 2006 года Петровское входило в состав Веселёвского сельского округа.
Деревня расположена в юго-западной части района, у границы с Калужской областью, на правом берегу реки Руть (приток Протвы), примерно в 16 км к югу от города Верея, высота центра над уровнем моря 179 м. Ближайшие населённые пункты — Подольное в 0,8 км на северо-запад, Лукьяново в 0,7 км на север — обе на противоположном берегу реки и Лобаново в 0,8 км на юг.

## Население
| 2002 | 2006 | 2010 |
| ---- | ---- | ---- |
| 7    | ↘2   | ↗3   |